# João Bernardo de Miranda
João Bernardo de Miranda (Caxito, Dande, Bengo 18 de juliol de 1952) és un polític i escriptor d'Angola que actualment és governador de la província de Bengo. Va ser ministre de Relacions Exteriors d'Angola des de gener de 1999 a octubre de 2008.

## Biografia
Ha estudiat periodisme, dret i relacions internacionals. Va començar la seva carrera política unint-se al Moviment Popular per a l'Alliberament d'Angola, en el qual va ocupar càrrecs relacionats amb el periodisme, ràdio i propaganda.
En 1990 fou nomenat viceministre d'Informació, i fou elegit com a part de la task force als acords de Bicesse l'any següent. Fou traslladat al Ministeri de Relacions Exteriors i en 1993 va formar part d'una task force d'alt nivell en les negociacions amb UNITA que van tenir lloc a Zàmbia. El resultat d'aquestes converses va donar pas a la signatura del protocol de Lusaka el 1994.
Va ser nomenat Ministre de Relacions Exteriors en 1999 durant un moment molt crític, en el qual l'Assemblea Nacional d'Angola va donar al president José Eduardo dos Santos una quantitat substancial de poder per tal de posar fi a la guerra civil que enfrontava la nació. En el procés, el president dos Santos va fer una sèrie de canvis importants dins del govern que van donar el poder a un nucli d'individus lleials i pragmàtics com ara Fernando da Piedade Dias dos Santos, Kundi Pahiama, i de Miranda. En estar totalment orientat pel president dos Santos, el recentment nomenat ministre va iniciar una campanya diplomàtica intensa i incansable per tal d'aïllar políticament UNITA i debilitar la seva capacitat militar amb sancions als seus proveïdors d'armes. En el procés va ser capaç de guanyar la simpatia internacional per la causa del govern d'Angola.
L'any 2002 de Miranda assegurà vots més que suficients per a Angola en el Consell de Seguretat de l'ONU, com a membre no permanent per al període 2002-2003.
L'any 2003, de Miranda va aparèixer a la portada del llibre de Leaders of the World - 2003 de l'estatunidenca Marilyn Perry. En el seu llibre 15 Meses no Ministério dos Negócios Estrangeiros l'exMinisteri d'Afers Exteriors portuguès Diogo Freitas do Amaral descriu de Miranda com un polític sòlid amb qui estava molt content de treballar.
El 2006 de Miranda va supervisar, sota la mirada del president dos Santos, les eleccions reeixides a la República Democràtica del Congo, com a part del procés d'estabilització a la regió dels Grans Llacs.
Miranda era el candidat 32è a la llista nacional del MPLA a les eleccions legislatives d'Angola de 2008 Va obtenir un escó en aquestes eleccions, en les quals el MPLA va obtenir una majoria aclaparadora a l'Assemblea Nacional Assembly. Després de les eleccions el president dos Santos va nomenar Assunção dos Anjos per substituir Miranda com a ministre d'afers estrangers l'1 d'octubre de 2008.
Miranda fou nomenat posteriorment enviat de la Unió Africana a Guinea Bissau durant les eleccions presidencials de juny de 2009. Després de l'assassinat del candidat presidencial Baciro Dabó, va dir a la ràdio estatal que la Unió Africana volia que les eleccions seguissin endavant com estava previst. En tornar de la missió fou nomenat governador de Bengo.

## Obres
- Nambuangongo (1998)
- Pethelo-a-Kuma, o Menino Inteligente (2002)